# Deux-Sèvres
Deux-Sèvres este un departament în vestul Franței, situat în regiunea Poitou-Charentes. Este unul dintre departamentele originale ale Franței create în urma Revoluției din 1790. Este numit după două râuri Sèvre niortaise și Sèvre nantaise care izvorăsc în departament.

## Localități selectate

### Prefectură
- Niort

### Sub-prefecturi
- Bressuire
- Parthenay

### Alte orașe
- Thouars

## Diviziuni administrative
- 3 arondismente;
- 33 cantoane;
- 305 comune;